# 2-й Тверской-Ямской переулок
Второ́й Тверско́й-Ямско́й переу́лок — улица в Центральном административном округе города Москвы на территории Тверского района.

## Расположение
Переулок отходит от Первой и идёт до Четвёртой Тверской-Ямской улицы. Нумерация домов начинается от Первой Тверской-Ямской улицы.

## Происхождение названия
Название XVI века дано по Тверской ямской слободе, которая появилась здесь ещё при Иване Грозном и сохранялась почти до конца XIX века. По имени Тверской ямской слободы назван ещё ряд улиц и переулков, отличаясь порядковыми номерами: 1-я Тверская-Ямская улица, 2-я Тверская-Ямская улица, 3-я Тверская-Ямская улица, 4-я Тверская-Ямская улица, 1-й Тверской-Ямской переулок.

## История
Жившие в Тверской ямской слободе, занимавшей большое пространство с обеих сторон от Тверской дороги, ямщики обеспечивали перевозку почты, пассажиров и грузов вначале по тракту Москва-Тверь, потом Москва-Санкт-Петербург. Слобода сохраняла свой характер до второй половины XIX века, но после окончания ямской гоньбы и строительства в 1870 году Смоленского (ныне Белорусского вокзала) началась активная застройка района Тверских-Ямских улиц.

## Транспорт
Автобусы м1, н1, 101, 904 от станции метро «Маяковская» до остановки «Улица Юлиуса Фучика» (450 м).